# Rinorea melanodonta
Rinorea melanodonta är en violväxtart som beskrevs av Sidney Fay Blake. Rinorea melanodonta ingår i släktet Rinorea och familjen violväxter. Inga underarter finns listade i Catalogue of Life.